# Amantis nawai
Amantis nawai es una especie de insecto de la familia Mantidae, en el orden de los Mantodea.

## Distribución geográfica
Se encuentra en China, Japón, Sri Lanka, y Taiwán.